# Jenyiszejszk
Jenyiszejszk (oroszul: Енисейск) város Oroszország Krasznojarszki határterületén, Kelet-Szibériában, a Jenyiszej középső szakaszán. Járási székhely. A 18. században Kelet-Szibéria egyik legfontosabb városa volt, régi városmagjának számos építészeti emléke maradt fenn.
Lakossága: 19 500 fő (2005); 18 766 fő (a 2010. évi népszámláláskor).

## Fekvése
Krasznojarszktól 338 km-re északra, a Jenyiszej bal partján, a Jenyiszej-síkságon fekszik. A város területe és közvetlen környéke is sík vidék. Kb. 85 km-rel feljebb torkollik a folyóba az Angara, a Jenyiszej legnagyobb mellékfolyója, a várostól 8 km-re délre pedig egy kisebb mellékfolyó, a Kem.
Jenyiszejszk jórészt földrajzi helyzetének köszönhette egykori gyors felemelkedését és későbbi fokozatos hanyatlását is.

## Történeti áttekintés
1619-ben alapították tobolszki kozákok. Ez volt az első orosz erődítmény a Jenyiszej partján, másfél évszázadon át a Kelet-Szibériába vezető út kapuja, a további hódítások kiindulópontja. Kezdetben Tobolszk, majd Tomszk igazgatása alá tartozott. 1678-ban városi rangot kapott, igazgatása alá tartozott a Jenyiszej menti és azon túli orosz települések többsége. 1724 és 1782 között a Jenyiszeji provincia központja volt.
A szibériai víziutak találkozásánál fekvő város a 18. századra Tobolszk után a második legfontosabb kereskedelmi központtá fejlődött, híresek voltak vasmanufaktúrái, a század második felében országos hírűek augusztusi vásárai. Miután a nyugatról Szibériába tartó közlekedési útvonalat nem erre, hanem Krasznojarszk felé építették meg, Jenyiszejszk jelentősége csökkent. Az északi tajga aranylelőhelyeinek felfedezése egy időre újabb fellendülést hozott (1842-1870), a város az aranyásók ellátó bázisa lett, 1862-ben itt bocsátották vízre az első jenyiszeji gőzhajót. Az 1869-es nagy tűzvészben azonban az épületek nagy része leégett. Ez, főként pedig a vidéket messze elkerülő Transzszibériai vasút megépítése a fejlődést teljesen megakasztotta, Jenyiszejszk a vidéki kisvárosok szintjére süllyedt. A 19. században és később, a szovjet időszak alatt is számos elítélt itt töltötte száműzetését.

## A mai város

### Gazdaság, közlekedés
A város komolyabb iparral nem rendelkezik. Egykor híres kézműves iparából részben a vasút hiány miatt nem alakulhatott ki gyáripar. Korábbi jelentős fafeldolgozó iparát a közeli Leszoszibirszkben létesített kombinát visszavetette. Gazdasági szempontból legfontosabb létesítménye a hajógyár és a folyami kikötő.
A Jenyiszej Kelet-Szibéria egyik legfontosabb víziútja, a hajózási szezonban a város kikötője jelentős teherforgalmat bonyolít le. A Krasznojarszkkal kapcsolatot biztosító 338 km hosszú országút részben szintén a folyó völgyében húzódik. Jenyiszejszkhez nem vezet vasútvonal. A legközelebbi vasútállomás kb. 45 km-re, Leszoszibirszkben van, ez a Transzszibériai vasút egyik, Acsinszknál leágazó szárnyvonalának végállomása. A város repülőtere kisebb repülőgépek fogadására alkalmas.

### Nevezetességek

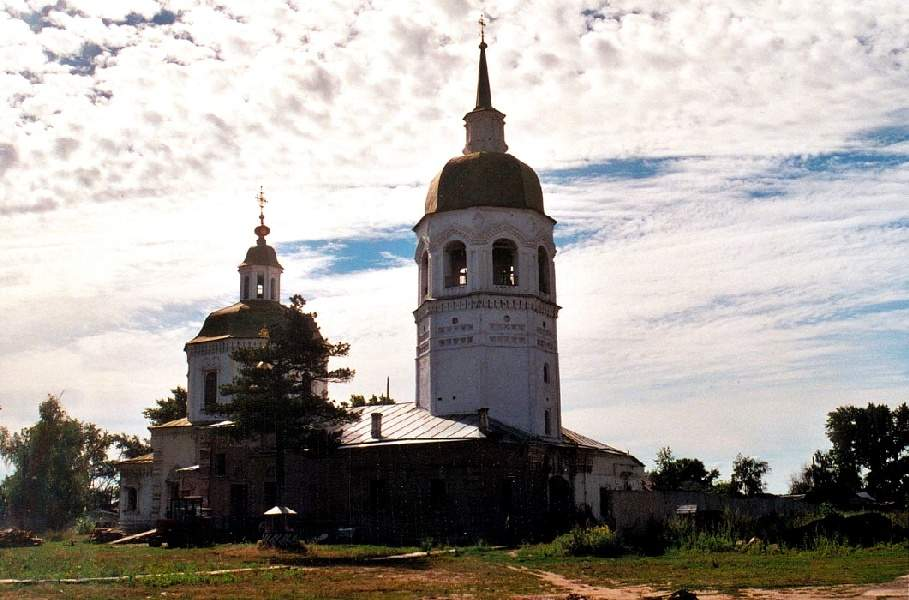
A Megváltó színeváltozása-katedrális (1750 k.)

Jenyiszejszk első városrendezési terve az 1780-as években készült, az akkori városszerkezetet a történelmi városmag máig megőrizte. Többségében felújításra váró műemlék épületei a 18. századból valók.
- Leghíresebb az 1642-ben alapított Megváltó színeváltozása- (Szpaszo-Preobrazsenszkij-) kolostor, Szibéria egyik legrégibb kolostora.
- Az 1750-es években emelték a Megváltó- (Szpasszkij-) katedrálist a harangtoronnyal.
- A század végén épített Szentháromság- (Troickaja-) és Mária mennybemenetele- (Uszpenszkaja-) templomoknak csak egy része maradt fenn.
- A polgári célú épületek közül nagyrészt épségben megőrződött az 1740-es években készült Kereskedősor (Gosztyinij dvor).

Az 1883-ban alapított Jenyiszejszki helytörténeti múzeum a város és az egykori expedíciók történetének emlékein kívül jelentős néprajzi gyűjteménnyel is rendelkezik. Oroszország 2000-ben javaslatot tett Jenyiszejszk történelmi városmagjának felvételére az UNESCO világörökségi helyszíneinek listájára.